# Мечі в тумані
Мечі в тумані (англ. Swords in the Mist) — збірка із 6 оповідань Фріца Лайбера в жанрі меч і чари, що вийшла 1968 року в американському видавництві «Ace Books».
Хронологічно третя збірка про героїв Фафгрда та Сірого Мишолова.

## Оповідання
| Назва                     | назва                      | рік  |
| ------------------------- | -------------------------- | ---- |
| «Хмара ненависті»         | «The Cloud of Hate»        | 1963 |
| «Скрутні часи в Ланкмарі» | «Lean Times in Lankhmar»   | 1959 |
| «Море — їхнє кохання»     | «Their Mistress, the Sea»  | 1968 |
| «Без морського короля»    | «When the Sea-King's Away» | 1960 |
| «Не в той бік»            | «The Wrong Branch»         | 1968 |
| «Гамбіт адепта»           | «Adept's Gambit»           | 1947 |